# KSPO
KSPO is een wielerploeg die een Zuid-Koreaanse licentie heeft. De ploeg bestaat sinds 2010. KSPO komt uit in de continentale circuits van de UCI. Kim Yong-suk is de manager van de ploeg.

## Seizoen 2014

### Transfers
| Inkomend | Team 2013 | Uitgaand | Team 2014 |
| -------- | --------- | -------- | --------- |

## Seizoen 2013

### Overwinningen in de UCI Asia Tour
| Datum   | Wedstrijd                             | Cat. | Winnaar        |
| ------- | ------------------------------------- | ---- | -------------- |
| 21 mei  | 2e etappe Ronde van Japan             | 2.1  | Sung Baek Park |
| 16 juni | 8e etappe Ronde van Korea             | 2.2  | Seo Joon-yong  |
| 23 juni | Zuid-Koreaans kampioenschap           | CN   | Ji Min Jung    |
| 23 juni | Zuid-Koreaans kampioenschap, Beloften | CN   | Ji Min Jung    |

### Renners
| Naam             | Geboortedatum    | Nationaliteit | Ploeg 2012         |
| ---------------- | ---------------- | ------------- | ------------------ |
| Seung Woo Choi   | 19 december 1989 | Zuid-Korea    | Neo                |
| Ji Min Jung      | 2 augustus 1991  | Zuid-Korea    |                    |
| Soon Young Kwon  | 11 juni 1993     | Zuid-Korea    |                    |
| Sung Baek Park   | 27 februari 1985 | Zuid-Korea    |                    |
| Kwang Deuk Pyun  | 10 augustus 1993 | Zuid-Korea    |                    |
| Joon Yong Seo    | 14 maart 1988    | Zuid-Korea    | Seoul Cycling Team |
| Choong Huyk Shin | 10 maart 1993    | Zuid-Korea    |                    |
| Je Sung Yeon     | 1 oktober 1986   | Zuid-Korea    |                    |